# Каменне (Юкаменський район)
Ка́менне (рос. Каменное) — присілок у складі Юкаменського району Удмуртії, Росія.
Населення — 17 осіб (2010; 20 в 2002).
Національний склад (2002):
- бесерм'яни — 80 %